# Sony Optiarc

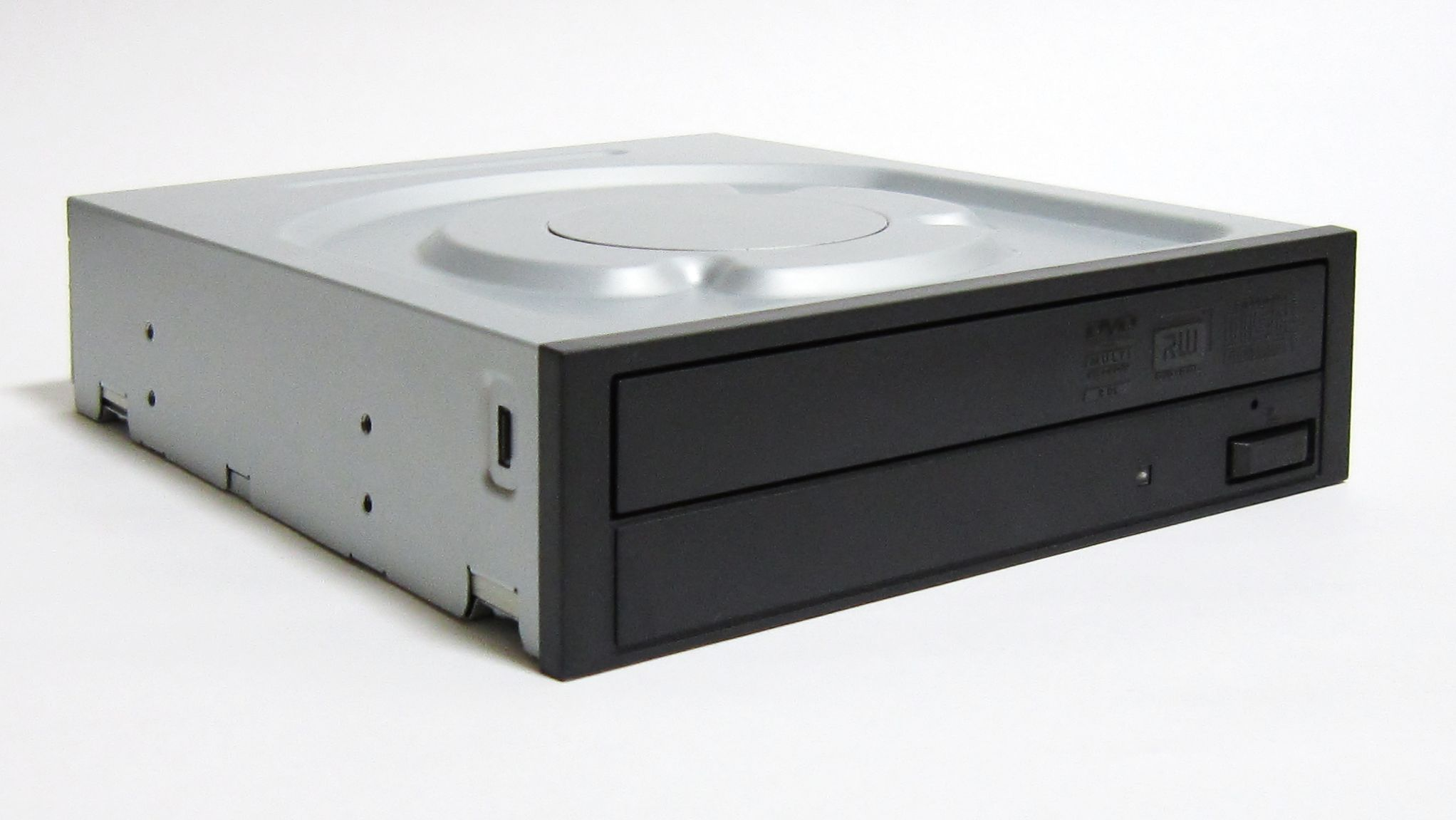
AD-7240S

Sony Optiarc K.K. (jap. ソニーオプティアーク株式会社, Sonī Oputiāku kabushiki kaisha, engl.  Sony Optiarc Inc.) war ein Hersteller von optischen Laufwerken.

## Geschichte
Das Unternehmen wurde im April 2006 als Joint Venture zwischen Sony und NEC unter dem Namen Sony NEC Optiarc gegründet. Mit Wirkung zum 5. Dezember 2008 übernahm Sony die 45 Prozent Anteile von NEC am Joint Venture und war fortan Alleingesellschafter. Seitdem nannte sich das Unternehmen nur noch Sony Optiarc.
Im August 2012 wurde bekannt, dass Sony plante, die Produktion optischer Laufwerke aufzugeben. Sony Optiarc wurde dann zum Geschäftsjahresende am 31. März 2013 geschlossen.

## Produkte
Produkte waren sowohl DVD+/-R(W)- als auch BD-ROM-Laufwerke. Sony Optiarc lieferte unter anderem die Blu-ray-Laufwerke für die Sony PlayStation 3. Das Namensschemata bei den Laufwerken verhält sich wie folgt: DDU steht für DVD-ROM, AD steht für DVD-RW, BR für BD-ROM und BC für BD Combo. Bei einem Combo-Laufwerk handelt es sich um ein Laufwerk, welches das neuere Format nur lesend unterstützt und dafür den Vorgänger schreibend. Die drei darauf folgenden Ziffern geben die Generation, die Bauform (5.25" oder Slimline) und die Geschwindigkeitsklasse an. Die Ziffer darauf die Ausstattungsvariante und der angehängte Buchstabe die Schnittstelle. So handelt es sich bei einem AD-7243S um ein 5.25" DVD-RW Laufwerk mit 24x Geschwindigkeit beim Beschreiben von DVD-R und DVD+R Rohlingen. Ferner unterstützt es Labelflash. Für Lightscribe stände eine „1“ an der vierten Stelle. Das „S“ deutet auf SATA hin. Für PATA steht ein „A“. Allerdings gab es die letzten Optiarc-Laufwerke nicht mehr mit dieser Legacy-Schnittstelle.